# Покрајина Сијудад Реал
Покрајина Сијудад Реал (шп. Provincia de Ciudad Real) је покрајина Шпаније у аутономној заједници Кастиља-Ла Манча. Главни град је Сијудад Реал.